# Pál Járdányi

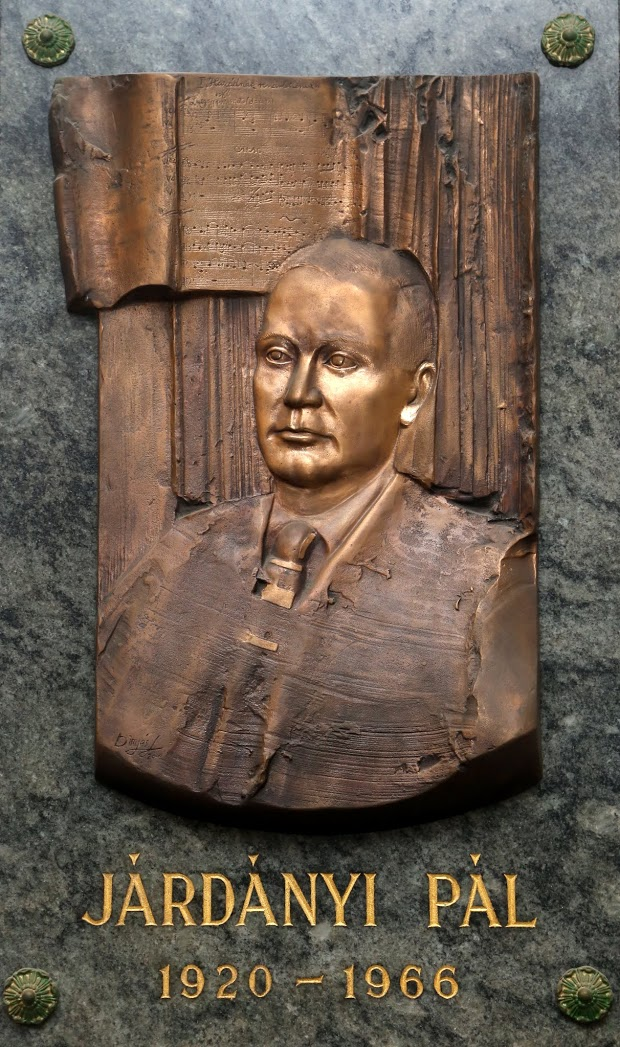

Pál Járdányi (Boedapest, 31 januari 1920 - aldaar, 29 juli 1966) was een Hongaarse componist. Járdányi heeft verscheidene stukken geschreven voor piano met viool, viool solo en strijkorkesten.
Járdányi's ouders, de archeoloog István Paulovics en de lerares Maria Eperjessy waren beide enthousiaste amateurmuzikanten. Járdányi had een zus die Márta heette. Toen hij achttien jaar oud was, liet zijn vader zijn naam magyariseren in Járdányi.
Tijdens zijn studie aan het Budapests conservatorium, de Franz Liszt Muziekacademie, was hij leerling van onder andere Zoltán Kodály. Daarna werkte hij eerst als muziekcriticus en in 1946 werd hij aangesteld als hoogleraar bij het conservatorium. Naast zijn werk als leraar was hij ook componist. In zijn stijl werd hij geïnspireerd door zijn leraar Kodály. Enige voorbeelden van stukken die hij heeft geschreven zijn:
- Een symfonie
- Vioolduo's
- Sonatine voor piano
- Concertino voor viool en piano
- Een rapsodie
- Kamermuziek

In Budapest is een muziekschool naar Járdányi vernoemd.

## Verwijzingen
1. ↑  Veronika Kusz: Pál Járdányi (= Hungarian Composers 32), Mágus, Budapest 2004, ISBN 963-9433-37-3, S. 3.

- Bibsys: 90517324
- Bibliothèque nationale de France: cb13936978m (data)
- CiNii: DA09043749
- Gemeinsame Normdatei: 130866784
- International Standard Name Identifier: 0000 0001 0985 9143
- Library of Congress Control Number: n80106841
- Nationale Bibliotheek van Letland: 000275814
- MusicBrainz: 0d0d7dcc-9488-40f5-a54f-e8660fc17664
- Nationale Bibliotheek van Tsjechië: kup20010000043895
- Nationale bibliotheek van Australië: 36049191
- Nationale Bibliotheek van Israël: 987007282691905171
- Nederlandse Thesaurus van Auteursnamen: 074963201
- Réseau des bibliothèques de Suisse occidentale: 02-A003436728
- Istituto Centrale per il Catalogo Unico: PUVV479347
- Système universitaire de documentation: 118805673
- Trove: 1201873
- Virtual International Authority File: 71581736
- WorldCat: E39PBJrGyxV3rcQV3Fpy8W7vHC